# Aeroportul Municipal Dalton
Aeroportul Municipal Dalton (IATA: DNN, ICAO: KDNN, FAA LID: DNN) este un aeroport din Georgia, Statele Unite ale Americii ce deservește zona Dalton⁠(d). Aeroportul a fost tranzitat în 2019 de 26 de pasageri. A fost numit după zona deservită.
Situat la o altitudine de 216 m, aeroportul dispune de 1 pistă.

## Infrastructură

### Piste
Aeroportul dispune de o singură pistă. Pista 14/32 are suprafața de asfalt și dimensiunile 5.496 picioare × 100 picioare. 